# Joseph Aloysius Burke
Joseph Aloysius Burke (Buffalo, 27 agosto 1886 – Roma, 16 ottobre 1962) è stato un vescovo cattolico statunitense.

## Biografia
Joseph Aloysius Burke nacque a Buffalo, New York, il 27 agosto 1886 da Joseph S., un fabbricante di caldaie, e Amelia (nata Howard).

### Formazione e ministero sacerdotale
Voleva diventare sacerdote fin dall'età di sei anni. Frequentò la Canisius High School e il Canisius College nella sua città natale. Compì gli studi per il sacerdozio presso l'Università di Innsbruck in Austria dal 1907 al 1912.
Il 3 agosto 1912 fu ordinato presbitero per la diocesi di Buffalo nella cattedrale diocesana da monsignor Charles Henry Colton. Il suo primo incarico fu quello di vicario parrocchiale della parrocchia di San Vincenzo a Buffalo. Al momento dell'ingresso degli Stati Uniti d'America nella prima guerra mondiale si offrì di partire come cappellano militare. Prestò servizio nella 91ª divisione di fanteria dell'esercito sul fronte belga. Dopo la guerra fu assistente presso la cattedrale di San Giuseppe dal 1919 al 1921, parroco della parrocchia di San Patrizio a Fillmore dal 1921 al 1924, parroco della parrocchia del Santo Nome di Maria a Ellicottville dal 1924 al 1932, parroco della parrocchia di San Paolo a Kenmore dal 1932 al 1942 e parroco della parrocchia di Santa Maria a Buffalo dal 1942. Fu anche professore presso la Mount Carmel Guild e il D'Youville College di Buffalo.

### Ministero episcopale
Il 17 aprile 1943 papa Pio XII lo nominò vescovo ausiliare di Buffalo e titolare di Vita. Ricevette l'ordinazione episcopale il 29 giugno successivo dall'arcivescovo Amleto Giovanni Cicognani, delegato apostolico negli Stati Uniti d'America, co-consacranti l'arcivescovo metropolita di Newark Thomas Joseph Walsh e il vescovo di Albany Edmund Francis Gibbons. Come motto scelse l'espressione "Let your will be done". Prestò servizio come vicario generale.
Nel settembre del 1944, dopo la morte del vescovo John Aloysius Duffy, venne nominato amministratore apostolico della diocesi di Buffalo e mantenne questo ufficio fino alla nomina del vescovo John Francis O'Hara nel marzo del 1945.
Il 9 febbraio 1952 lo stesso papa Pio XII lo nominò vescovo di Buffalo. Fu il primo figlio nativo della diocesi a diventarne vescovo. Prese possesso della diocesi il 30 aprile successivo. Durante i suoi dieci anni di episcopato, diede il suo sostegno a vari gruppi, tra cui la Holy Name Society, le missioni, il programma di formazione alla vita coniugale Pre-Cana, i migranti portoricani e gli sfollati. Continuò l'espansione e la costruzione di istituzioni educative, tra cui il seminario "San Giovanni Vianney" (in seguito ribattezzato seminario "Cristo Re") a East Aurora.
Nel 1956 venne nominato assistente al Soglio Pontificio e nel 1960 commendatore dell'Ordine al merito della Repubblica italiana.
Morì all'ospedale "Salvator Mundi" di Roma il 16 ottobre 1962 all'età di 76 anni durante la prima settimana del Concilio Vaticano II per un attacco cardiaco. La sua morte fu la prima tra i padri conciliari. Il 18 ottobre il vescovo ausiliare di Buffalo Leo Richard Smith celebrò una messa in suffragio nella chiesa di Santa Susanna alle Terme di Diocleziano alla presenza di 150 prelati statunitensi. Al termine del rito il cardinale Francis Joseph Spellman impartì l'assoluzione finale. La salma venne quindi rimpatriata accompagnata da monsignor Pius Anthony Benincasa, officiale della Segreteria di Stato della Santa Sede. Le esequie si tennero il 22 ottobre nella cattedrale di San Giuseppe a Buffalo e furono presiedute da monsignor Smith. L'omelia venne pronunciata da monsignor Albert Rung, suo compagno di classe e amico di vecchia data. È sepolto di fronte alla cappella del seminario "Cristo Re" a East Aurora.

## Genealogia episcopale e successione apostolica
La genealogia episcopale è:
- Cardinale Scipione Rebiba
- Cardinale Giulio Antonio Santori
- Cardinale Girolamo Bernerio, O.P.
- Arcivescovo Galeazzo Sanvitale
- Cardinale Ludovico Ludovisi
- Cardinale Luigi Caetani
- Cardinale Ulderico Carpegna
- Cardinale Paluzzo Paluzzi Altieri degli Albertoni
- Papa Benedetto XIII
- Papa Benedetto XIV
- Papa Clemente XIII
- Cardinale Marcantonio Colonna
- Cardinale Giacinto Sigismondo Gerdil, B.
- Cardinale Giulio Maria della Somaglia
- Cardinale Carlo Odescalchi, S.I.
- Cardinale Costantino Patrizi Naro
- Cardinale Lucido Maria Parocchi
- Papa Pio X
- Cardinale Gaetano De Lai
- Cardinale Raffaele Carlo Rossi, O.C.D.
- Cardinale Amleto Giovanni Cicognani
- Vescovo Joseph Aloysius Burke

La successione apostolica è:
- Arcivescovo Celestine Joseph Damiano (1952)